# Heinrich Sonnrein
Heinrich Sonnrein (* 28. März 1911 in Hanau; † 3. Februar 1944 am Monte Cassino, Italien), auch „Heini“ gerufen, war ein deutscher Fußballspieler.

## Karriere

### Vereine
Sonnrein gehörte von 1930 bis 1942 dem in seinem Geburtsort ansässigen 1. Hanauer Fußball-Club 1893 an, für den er bis Saisonende 1932/33 in den vom Süddeutschen Fußball-Verband durchgeführten Meisterschaften in der Bezirksliga Main/Hessen in der Gruppe Main Punktspiele bestritt.
Von 1933 bis 1941 bestritt er in der Gauliga Hessen, in einer von zunächst 16, später auf 23 aufgestockten Gauligen zur Zeit des Nationalsozialismus als einheitlich höchste Spielklasse im Deutschen Reich Punktspiele. Seine letzte Saison bestritt er in der Gauliga Hessen-Nassau, in einer von drei neuen Gauligen, entstanden aus der Gauliga Hessen und der Gauliga Südwest. Mit seiner Mannschaft errang er 1935, 1936 und 1938 die Gaumeisterschaft und nahm infolgedessen an den jeweiligen Endrunden um die Deutsche Meisterschaft teil. Er kam in insgesamt 18 Endrundenspielen zum Einsatz und absolvierte alle Spiele jeweils – und kurioserweise – in der Gruppe D. Herausragend für ihn als langjähriger Mannschaftskapitän der Schwarz-Weißen vom Sportplatz an der Aschaffenburger Straße waren der 3:0-Sieg am 7. April 1935 im Heimspiel gegen den VfB Stuttgart sowie das torlose Unentschieden am 19. April 1936 gegen den SV Waldhof mit Otto Siffling und Helmut Schneider und der 5:1-Sieg am 10. Mai 1936 in Kassel gegen Fortuna Düsseldorf, die mit den Nationalspielern Paul Janes, Jakob Bender, Ernst Albrecht, Felix Zwolanowski und Stanislaus Kobierski angetreten waren.
Ferner bestritt er vier Spiele um den Tschammerpokal, dem seit 1935 eingeführten Pokalwettbewerb für Vereinsmannschaften. Sein Debüt gab er am 22. September 1935 beim 4:1-Sieg in der 2. Schlussrunde in Herten bei der ortsansässigen Spielvereinigung. Sein letztes Pokalspiel bestritt er am 11. September 1938 bei der 0:4-Niederlage gegen den VfB Mühlburg in der 1. Schlussrunde.

### Nationalmannschaft
Sonnrein bestritt zwei Länderspiele für die A-Nationalmannschaft, wobei er am 19. Juni 1935 in Stettin beim 5:0-Sieg über die Nationalmannschaft Estlands debütierte.
Sein letztes Spiel als Nationalspieler bestritt er am 15. März 1936 in Budapest bei der 2:3-Niederlage gegen die Nationalmannschaft Ungarns. Damit ist er bis heute der einzige Spieler des 1. Hanauer Fußball-Club 1893, der für eine deutsche Nationalmannschaft zum Einsatz gekommen ist.

## Erfolge
- Gaumeister Hessen 1935, 1936, 1938

## Sonstiges
Sonnrein war von Beruf Verwaltungsangestellter und in seiner Freizeit ein leidenschaftlicher und talentierter Hobby-Maler; zum Wehrdienst herangezogen, fiel er während des Zweiten Weltkriegs in der Schlacht um Monte Cassino. Am 14. Juni 1937 hatte er die Aufnahme in die NSDAP beantragt und wurde rückwirkend zum 1. Mai desselben Jahres aufgenommen (Mitgliedsnummer 4.375.926).